# Szkoła badeńska
Szkoła badeńska – jedna ze szkół neokantyzmu pochodząca od geograficznego położenia trzech głównych ośrodków tej szkoły: Heidelbergu, Fryburga Bryzgowijskiego (Freiburg im Breisgau) oraz Strasburga.
Założycielem szkoły badeńskiej był Wilhelm Windelband. Przedstawiciele szkoły badeńskiej rozwijali filozofię wartości w powiązaniu z teorią poznania i filozofią nauki. Podstawową wartością jest dla nich wartość logiczna prawdy. Badeńczycy wprowadzili do filozofii rozumienie prawdy jako wartości naczelnej poznania naukowego.

## Przedstawiciele
Do przedstawicieli szkoły badeńskiej można zaliczyć:
- Wilhelma Windelbanda (1848-1915)
- Heinricha Rickerta (1863-1936)
- Hugo Münsterberga (1863-1916)
- Maxa Webera (1864-1921)
- Jonasa Cohna (1869-1947)
- Emila Laska (1875-1915)
- Bruno Baucha (1877-1942)
- Gustava Radbrucha (1878-1949)
- Helmutha Plessnera (1892-1985)
- Eugena Herrigela (1884-1955)